# O Tio Marcos d'a Portela

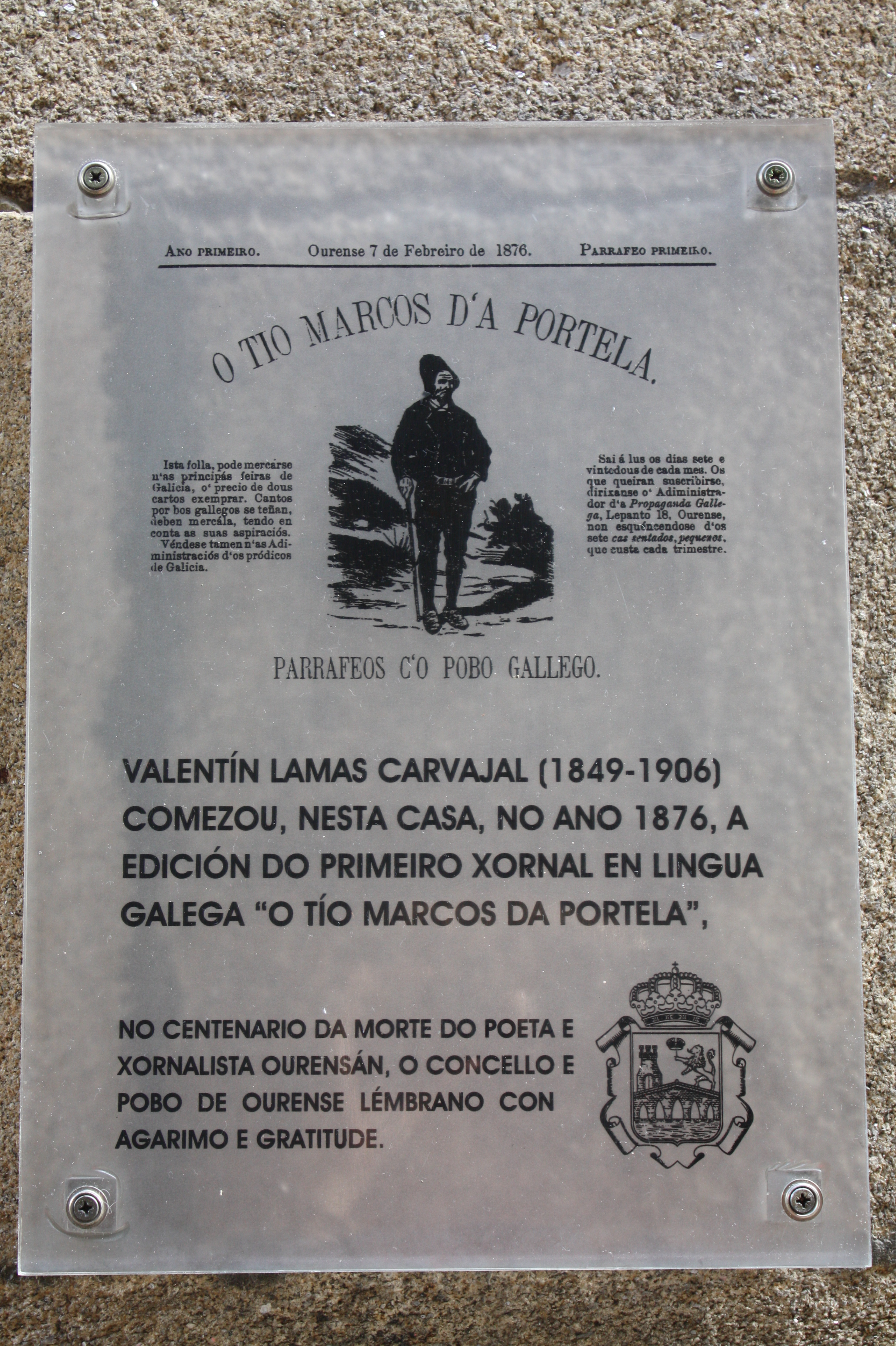
Placa colocada en la casa donde se comenzó a imprimir el periódico, en la calle Lepanto, 18, de Orense.

O Tio Marcos d'a Portela, fue una publicación aparecida por vez primera en 1876, editada por primera vez en Orense por Valentín Lamas Carvajal. Fue la primera publicación periódica monolingüe en lengua gallega.

## Historia y características
Nació con carácter quincenal, y a los dos meses pasó a ser semanal. Subtitulada como Parrafeos c'el pueblo gallego, tuvo dos etapas, la primera desde 1876 hasta 1880 y la segunda desde 1883 hasta 1889. Con un marcado carácter literario, obtuvo un gran éxito en toda Galicia, llegando a tirar cuatro mil ejemplares. Además de las secciones literarias, principalmente poéticas, la publicación incluía también artículos de opinión y de actualidad. Se mantuvo hasta 1888, cuando fue impresa la última edición en la ciudad de Lugo.
Con la misma cabecera y el mismo espíritu, las Irmandades da Fala promovieron en Orense esta publicación entre 1917 y 1919. De carácter quincenal, se editaron 58 números. Dirigida por Higinio Ameijeiras y Xavier Prado Rodríguez, entre los colaboradores figuraban Eladio Rodríguez González, López Abente, Losada Diéguez, Manuel Lugrís y Victoriano Taibo.

## Reconocimiento
En 2018 se escogió el 7 de febrero como Día de los Medios en Gallego para que coincidiera con su aniversario.